# Női 4 × 5 km-es sífutóváltó a 2018. évi téli olimpiai játékokon
A 2018. évi téli olimpiai játékokon a sífutás női 4 × 5 km-es váltó versenyszámát február 17-én rendezték. Az aranyérmet a norvég váltó nyerte. Magyar csapat nem vett részt a versenyen. A verseny helyi idő szerint 18:30-kor, magyar idő szerint 10:30-kor kezdődött.

## Végeredmény
Az időeredmények másodpercben értendők.
| Helyezés | R  | Csapat | Idő                                     | Hátrány |
| -------- | -- | --- | --------------------------------------- | ------- |
| Arany    | 1  | Norvégia (NOR) · Ingvild Flugstad Østberg · Astrid Uhrenholdt Jacobsen · Ragnhild Haga · Marit Bjørgen                  | 51:24,3 13:28,9 14:15,9 11:46,7 11:52,8 | —       |
| Ezüst    | 2  | Svédország (SWE) · Anna Haag · Charlotte Kalla · Ebba Andersson · Stina Nilsson                                         | 51:26,3 13:50,3 13:26,4 12:11,4 11:58,2 | +2,0    |
| Bronz    | 5  | Olimpikonok Oroszországból (OAR) · Natalja Nyeprjajeva · Julija Belorukova · Anasztaszija Szedova · Anna Necsajevszkaja | 52:07,6 13:24,5 13:50,5 12:13,4 12:39,2 | +43,3   |
| 4.       | 3  | Finnország (FIN) · Aino-Kaisa Saarinen · Kerttu Niskanen · Riitta-Liisa Roponen · Krista Pärmäkoski                     | 52:26,9 13:44,4 13:40,7 12:45,2 12:16,6 | +1:02,6 |
| 5.       | 4  | Egyesült Államok (USA) · Sophie Caldwell · Sadie Bjornsen · Kikkan Randall · Jessica Diggins                            | 52:44,8 14:26,0 13:54,2 12:12,9 12:11,7 | +1:20,5 |
| 6.       | 6  | Németország (GER) · Stefanie Böhler · Katharina Hennig · Victoria Carl · Sandra Ringwald                                | 53:13,7 14:16,4 13:53,9 12:37,9 12:25,5 | +1:49,4 |
| 7.       | 7  | Svájc (SUI) · Laurien van der Graaff · Nadine Fähndrich · Nathalie von Siebenthal · Lydia Hiernickel                    | 53:15,8 13:59,9 13:46,8 12:22,4 13:06,7 | +1:51,5 |
| 8.       | 12 | Szlovénia (SLO) · Anamarija Lampič · Katja Višnar · Alenka Čebašek · Vesna Fabjan                                       | 53:55,7 13:28,4 14:47,7 12:22,1 13:17,5 | +2:31,4 |
| 9.       | 9  | Olaszország (ITA) · Anna Comarella · Lucia Scardoni · Elisa Brocard · Ilaria Debertolis                                 | 54:22,0 14:25,2 14:19,9 12:29,2 13:07,7 | +2:57,7 |
| 10.      | 8  | Lengyelország (POL) · Ewelina Marcisz · Justyna Kowalczyk · Martyna Galewicz · Sylwia Jaśkowiec                         | 54:30,9 14:23,1 14:13,0 13:14,8 12:40,0 | +3:06,6 |
| 11.      | 11 | Csehország (CZE) · Kateřina Beroušková · Karolína Grohová · Petra Nováková · Barbora Havlíčková                         | 55:17,1 14:06,2 14:49,4 12:45,3 13:36,2 | +3:52,8 |
| 12.      | 13 | Franciaország (FRA) · Aurore Jéan · Anouk Faivre-Picon · Coraline Thomas Hugue · Delphine Claudel                       | 55:50,2 14:37,7 14:43,7 12:52,2 13:36,6 | +4:25,9 |
| 13.      | 10 | Kanada (CAN) · Dahria Beatty · Emily Nishikawa · Cendrine Browne · Anne-Marie Comeau                                    | 56:14,6 15:00,2 14:35,0 12:53,7 13:45,7 | +4:50,3 |
| 14.      | 14 | Fehéroroszország (BLR) · Anastasia Kirillova · Julija Tihonova · Polina Seronosova · Valiantsina Kaminskaya             | 57:56,1 15:46,7 14:47,3 13:16,4 14:05,7 | +6:31,8 |